# Tipula (Vestiplex) schizophallus
Tipula (Vestiplex) schizophallus is een tweevleugelige uit de familie langpootmuggen (Tipulidae). De soort komt voor in het Oriëntaals gebied.